# IC 4723
IC 4723 ist eine linsenförmige Galaxie vom Hubble-Typ S0-a im Sternbild Pfau am Südsternhimmel. Sie ist schätzungsweise 145 Millionen Lichtjahre von der Milchstraße entfernt.
Das Objekt wurde am 20. Juli 1901 von DeLisle Stewart entdeckt.